# Elezioni parlamentari gallesi del 2021
Le elezioni parlamentari gallesi del 2021 si sono tenute giovedì 6 maggio 2021, per eleggere i membri del Parlamento gallese (chiamato anche Senedd). Si è trattato delle seste elezioni sin dalla creazione dell'Assemblea. Le elezioni si sono tenute insieme alle elezioni parlamentari scozzesi, alle elezioni locali inglesi ed alle elezioni a Londra.
Si è trattato delle prime elezioni in cui i sedicenni, i diciassettenni ed i residenti stranieri hanno avuto il diritto di voto nel Galles, la più grande espansione dell'elettorato in Galles dal 1969. Si è trattato anche delle prime elezioni per il Parlamento con il nuovo nome, "Senedd Cymru" o "Parlamento gallese".
Cinque partiti avevano parlamentari eletti alle ultime elezioni: i Laburisti Gallesi, i Conservatori Gallesi, Plaid Cymru, il Partito per l'Indipendenza del Regno Unito (UKIP) e i Liberal Democratici Gallesi; prima elle elezioni, i partiti rappresentati erano sette: i cinque partiti già nominati e due partiti che conquistarono parlamentari che si spostarono da altri partiti. Il partito Aboliamo l'Assemblea gallese ottenne due deputati eletti con UKIP nel 2016, e Propel ottenne un parlamentare eletto con Plaid Cymru nel 2016.
Il partito laburista al governo ha incrementato la propria percentuale di voto nei collegi di oltre il 5% e il voto regionale di oltre il 4%, e trenta parlamentari laburisti sono stati eletti a rappresentare esattamente la metà dei sessanta seggi del Senedd, uno in più delle elezioni del 2016 ma uno in meno della maggioranza assoluta. I conservatori sono divenuti il secondo partito del Senedd, ed opposizione ufficiale al governo, con 16 parlamentari eletti, cinque in più delle elezioni precedenti. Questi risultati è il migliore che il partito sia riuscito ad ottenere sin dalla fondazione del Parlamento gallese. Plaid Cymru è sceso al terzo posto, con 13 deputati eletti, uno in più del 2016. Il partner di coalizione dei laburisti, i liberal democratici, hanno perso il loro unico collegio del 2016, ma hanno ottenuto un seggio dalle liste regionali, rimanendo pertanto con un parlamentare eletto. UKIP non ha conquistato seggi rispetto ai 7 ottenuti alle precedenti elezioni.

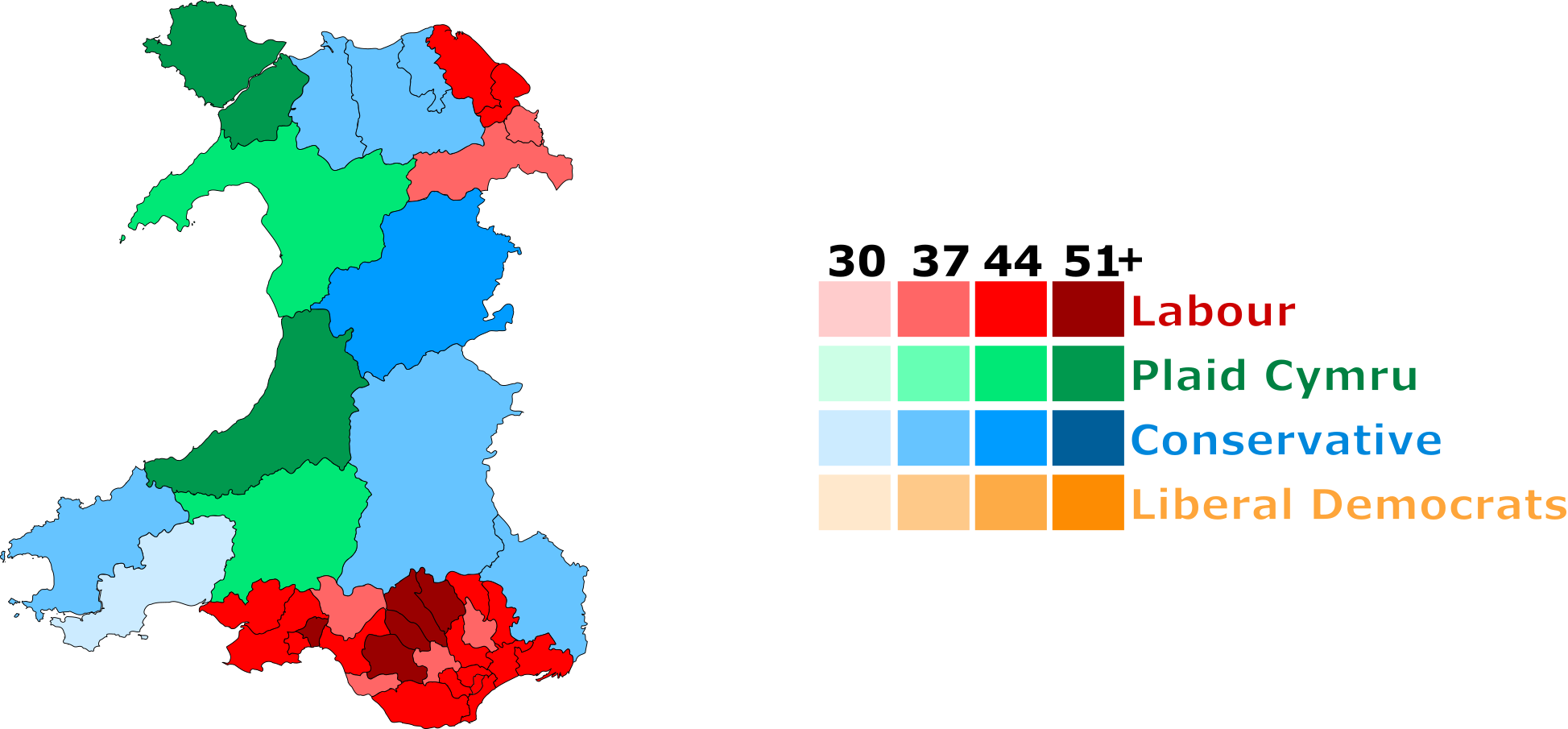
Percentuale di voto delle elezioni del 2021 per collegio.

## Sistema elettorale
Alle elezioni generali per il Parlamento gallese, ogni elettore ha due voti in un sistema proporzionale misto. Il primo voto è per il sistema a collegi uninominali, in cui viene eletto il vincitore del singolo collegio eletto con il sistema first-past-the-post. Il secondo voto è assegnato a liste regionali con il metodo d'Hondt, tenendo in considerazione i risultati dei collegi uninominali. Il risultato complessivo è, in maniera approssimata, proporzionale.
In precedenza, non era consentito di candidarsi sia in un collegio uninominale che in una lista regionale, ma questa regola fu abolita dal Wales Act 2014. Questa legge abolì anche il doppio mandato con la Camera dei comuni: un deputato all'Assemblea del Galles non può più essere deputato al Parlamento del Regno Unito.
Il diritto di voto all'Assemblea fu garantito a tutti i cittadini con una età superiore a 16 anni.

## Risultati

Composizione dopo le elezioni.

| Partito | Partito                                    | Sistema a membri addizionali | Sistema a membri addizionali | Sistema a membri addizionali | Sistema a membri addizionali | Sistema a membri addizionali | Sistema a membri addizionali | Sistema a membri addizionali | Sistema a membri addizionali | Sistema a membri addizionali | Sistema a membri addizionali | Seggi totali | Seggi totali | Seggi totali |
| Partito | Partito                                    | Collegi                      | Collegi                      | Collegi                      | Collegi                      | Collegi                      | Regioni                      | Regioni                      | Regioni                      | Regioni                      | Regioni                      | Seggi totali | Seggi totali | Seggi totali |
| Partito | Partito                                    | Voti                         | %                            | +/-                          | Seggi                        | +/-                          | Voti                         | %                            | +/-                          | Seggi                        | +/-                          | Totale       | +/-          | %            |
| ------- | ------------------------------------------ | ---------------------------- | ---------------------------- | ---------------------------- | ---------------------------- | ---------------------------- | ---------------------------- | ---------------------------- | ---------------------------- | ---------------------------- | ---------------------------- | ------------ | ------------ | ------------ |
|         | Partito Laburista Gallese                  | 443.047                      | 39,85                        | 5,25                         | 27                           | Stabile                      | 401.770                      | 36,17                        | 4,67                         | 3                            | 4,67                         | 30           | 1            | 50,00        |
|         | Conservatori Gallesi                       | 289.802                      | 26,08                        | 4,97                         | 8                            | 2                            | 278.560                      | 25,08                        | 6,28                         | 8                            | 3                            | 16           | 5            | 26,67        |
|         | Plaid Cymru                                | 225.376                      | 20,27                        | 0,23                         | 5                            | 1                            | 230.161                      | 20,72                        | 0,08                         | 8                            | 2                            | 13           | 1            | 21,67        |
|         | Partito Verde di Inghilterra e Galles      | 17.817                       | 1,60                         | 0,90                         | 0                            | Stabile                      | 48.714                       | 4,39                         | 1,39                         | 0                            | Stabile                      | 0            | Stabile      | 0            |
|         | Liberal Democratici Gallesi                | 54.202                       | 4,88                         | 2,82                         | 0                            | 1                            | 48.217                       | 4,34                         | 2,16                         | 1                            | 1                            | 1            | Stabile      | 1,67         |
|         | Abolish the Welsh Assembly                 | 18.149                       | 1,63                         | —                            | 0                            | —                            | 41.399                       | 3,73                         | 0,67                         | 0                            | Stabile                      | 0            | 0            | 0            |
|         | Partito per l'Indipendenza del Regno Unito | 8.586                        | 0,77                         | 11,73                        | 0                            | Stabile                      | 17.341                       | 1,56                         | 11,55                        | 0                            | 7                            | 0            | 8            | 0            |
|         | Altri                                      | 54.751                       | 4,82                         | —                            | —                            | —                            | 44.733                       | 4,03                         | —                            | —                            | —                            | —            | —            | —            |
|         | Totale                                     | 1.111.730                    | 100,0                        |                              | 40                           |                              | 1.110.895                    | 100,0                        |                              | 20                           |                              | 60           |              | 100,0        |
|         | Elettorato e affluenza                     | 2.389.879                    | 46,78                        | 1,48                         |                              |                              | 2.388.860                    | 46,82                        | 1,52                         |                              |                              |              |              |              |

|                     |                     |  |        |        |
| ------------------- | ------------------- |  | ------ | ------ |
| Laburisti           | Laburisti           |  | 39,85% | 39,85% |
| Conservatori        | Conservatori        |  | 26,07% | 26,07% |
| Plaid Cymru         | Plaid Cymru         |  | 20,27% | 20,27% |
| Liberal Democratici | Liberal Democratici |  | 4,88%  | 4,88%  |
| Verdi               | Verdi               |  | 1,60%  | 1,60%  |
| Altri               | Altri               |  | 7,33%  | 7,33%  |

|                     |                     |  |        |        |
| ------------------- | ------------------- |  | ------ | ------ |
| Laburisti           | Laburisti           |  | 50,00% | 50,00% |
| Conservatori        | Conservatori        |  | 26,67% | 26,67% |
| Plaid Cymru         | Plaid Cymru         |  | 21,67% | 21,67% |
| Liberal Democratici | Liberal Democratici |  | 1,67%  | 1,67%  |